# فأر جيبي مخصل
فأر جيبي مخصل (الاسم العلمي: Chaetodipus penicillatus) هو نوع من الحيوانات يتبع جنس فأر جيبي خشن من فصيلة الغوفرية.